# Jean-Baptiste-Marie de Maillé de La Tour-Landry
Jean-Baptiste-Marie de Maillé de La Tour-Landry, né à Entrammes le 6 décembre 1743 et décédé à Paris le 27 novembre 1804, successivement évêque de Gap, puis de Saint-Papoul et enfin de Rennes, est un ecclésiastique français qui joua un rôle important durant la révolution française de 1789.

## Biographie
Né au château d'Entrammes, près de Laval, Jean-Baptiste-Marie de Maillé de La Tour-Landry est issu d'une famille de la vieille noblesse. Son père était gentilhomme de la chambre du roi, et baron d'Entrammes. Élève des Oratoriens, le jeune homme est fait chanoine de Senlis en 1757 mais s'engage peu après dans l'armée pour participer à la guerre de Sept Ans. Réintégrant les ordres en 1764, il étudie au séminaire parisien de Saint-Sulpice et est ordonné prêtre en 1769. Il accède ensuite rapidement aux responsabilités ecclésiales. Il commence par être vicaire général de Grimaldi au Mans dès 1769, puis prend en 1773 les mêmes fonctions auprès de son compatriote Urbain-René de Hercé, évêque de Dol. Élevé à l'épiscopat, il est sacré à son tour le 3 mai 1778 et occupe d'abord le siège de Gap d'où il passe, en 1784, à celui de Saint-Papoul, un évêché dépendant de la métropole de Toulouse, peu important par son étendue, car on n'y comptait que quarante-quatre paroisses, mais d'un revenu assez considérable. Il mène alors, au témoignage de Cambacérès, une existence de prélat mondain absentéiste attiré par les plaisirs de la capitale.
Pendant son passage à Gap, il suscita une vaste littérature satirique dont un seul poème, La Landoride (ou Landorade), est conservé aux Archives départementales des Hautes-Alpes. Un autre de ces textes satiriques, un rigaudon en langue d'oc a été transcris par l'historien de Gap Théodore Gautier et repris dans un article de la Société d'études des Hautes-Alpes (1919, p.89) : « Anem a Charanço, mairé, l'evesco lei danso ». La Landorade, poème en alexandrins et en quatre chants, raconte les amours de l'évêque et de la belle « Mion », les fêtes galantes qu'il organisait dans son château de Charance, avec des concours d'escarpolette, et ses difficultés avec des paroissiens trop scrupuleux sur le libertinage des prêtres. Il raconte les amours de l'évêque en en détaillant les moments (premiers regards, doute, premiers aveux, jalousie, certitude) sans les attaquer vraiment, évite les sous-entendus trop libertins et frôle bien l'impertinence. Ainsi, pendant les cérémonies d'ordination, où Mion siège à côté du prélat : « Les ordinants croient que c'est le Saint-Esprit ». Le poète, resté anonyme, maîtrise l'écriture classique, la mythologie et la rhétorique. Un exemple d'antiphrase : un compagnon de l'évêque, vicaire général, appelé « le chaste Buffert », affiche un enfant naturel. Le second, « le docte Savaris », ne s'y connaît qu'en jeux d'enfants. Ce poème satirique, de bonne facture (parodie d'épopée) montre que la société gapençaise savait aussi s'amuser de cet évêque libertin.
Paradoxalement, c'est la Révolution française qui détermine Maillé de La Tour-Landry à assumer pleinement sa dignité épiscopale. Le diocèse de Saint-Papoul est supprimé en 1791, ce qui dispense son ancien titulaire de prêter le serment constitutionnel. Maillé se retire à Paris, puis à Passy pendant la Terreur. Il anime clandestinement l'église réfractaire à Paris, conjointement avec l'abbé Émery, et ordonne secrètement nombre de nouveaux prêtres.

Armes des La Tour-Landry : d'or à une fasce de gueules crénelée de trois pièces et maçonnée de sable

Arrêté immédiatement après le coup d'État du 18 fructidor an V, il est envoyé en détention à l'île de Ré, en attendant son transport à la Guyane. Son séjour à l'île de Ré, où il assume la direction de la communauté des prêtres détenus, se prolonge jusqu'à la fin de 1799, époque à laquelle Napoléon Bonaparte, arrivé au pouvoir, rend la liberté aux prêtres déportés. Il rentre alors à Paris et y reprend ses fonctions d'évêque clandestin.
Après la signature du Concordat, il est un des premiers évêques à faire sa soumission à la volonté du pape et au nouveau régime. En conséquence, son nom est l'un des premiers retenus pour intégrer les cadres de la nouvelle Église, et il est nommé évêque de Rennes le 9 avril 1802. Sa prise de fonction épiscopale est marquée par son intransigeance absolue à l'égard des prêtres issus du clergé constitutionnel. Convoqué par Bonaparte, il reste ferme devant les admonestations de celui-ci et n'accepte de concéder qu'un dixième des paroisses de son évêché aux anciens assermentés.
Venu à Paris en 1804 pour assister au sacre de Napoléon Ier, il tombe malade et y meurt le 27 novembre 1804 après avoir été entendu en confession par son ancien confrère en clandestinité M. Émery, supérieur général des Sulpiciens. Quelques jours après ses obsèques, les curés de Paris, en témoignage de leur reconnaissance, célèbrent en sa mémoire une messe à laquelle assistent presque tous les évêques qui se trouvaient dans la capitale, fort nombreux du fait de la présence du pape en France à l'occasion du sacre impérial. Cet honneur était lié au rôle que le défunt avait joué pour maintenir la continuité de l'Église catholique durant la Révolution française.
Armes personnellesD'azur aux initiales J B M entrelacées d'argent.